# Turac de cresta porpra
El turac de cresta porpra (Gallirex porphyreolophus) és una espècie d'ocell de la família dels musofàgids (Musophagidae) que habita boscos i matolls de l'Àfrica oriental i Meridional, des del sud de Kenya i Uganda, cap al sud, fins al nord-est de Sud-àfrica.